# Спинална стеноза
Спинална стеноза (на английски: Spinal stenosis) представлява стеснение на лумбалния прешленен канал в сагиталния или по-рядко в трансверзалния диаметър.

## Синоним
Тесен лумбален спинален канал.

## Дефиниция
Стеснение на лумбалния прешленен канал в сагиталния или по-рядко в трансверзалния диаметър. Релативна стеноза в сагитална посока 12 милиметра или по-малко, абсолютна стеноза 10 милиметра и по-малко. Съществува разлика между зентрална, концентрична и рецесусна стеноза.

## Етиология
- Зависима от генетично зададената структура, с манифестация в по-късна възраст.
- Като следствие на заболяване, например при фосфатен диабет и ахондроплазия.
- Най-честата форма е дегенеративната, като следствие на множествени дискови хернии, лигаментна хипертрофия и дегенеративни изменения, често с отлагания на калцификати, а също така при костна хипертрофия на прешленната дъга и на прешленните стави, спондилоза, остехондроза, ганглии, псевдоспондилолистеза.

## Клиника
- Клаудикацио спиналис – при по-продължително ходене се появяват първоначално сензорни, после и моторни нарушения. В изгърбено положение (флексия на гръбнака) настъпва подобряване.
- Лумбалгии и лумбоишиалгии – често те са само дискретно проявени.

## Диагностика
- Клинично изследване – най-често се наблюдава отслабване на рефлексите, Ласег най-често е отрицателен.
- Рентген – определя се ширината на спиналния канал и размера на дегенеративните промени.
- МРТ за определяне на меките тъкани.
- Според обстоятелствата лумбална миелография или миелография с компютърна томография за точно определяне на ширината на лумбалния канал и ижодите на коренчетата.

## Диференциална диагноза
Прави се с периферна артериална обструктивна болест (клаудикацио интермитенс).

## Терапия
- Консервативната терапия е с ограничени възможности (плуване, хигиена на движението).
- Оперативно лечение – декомпресия, ев. спондилодеза